# Pomacentrus limosus
Pomacentrus limosus là một loài cá biển thuộc chi Pomacentrus trong họ Cá thia. Loài này được mô tả lần đầu tiên vào năm 1992.

## Từ nguyên
Từ định danh trong tiếng Latinh có nghĩa là "nhiều bùn", hàm ý đề cập đến môi trường sống của loài cá này.

## Phạm vi phân bố và môi trường sống
P. limosus là một loài đặc hữu của Úc, được tìm thấy ở ngoài khơi bang Tây Úc (ở hai vùng Kimberley và Pilbara), biển Timor và biển Arafura cũng như trong vịnh Carpentaria. P. limosus sinh sống gần những mỏm đá ngầm trên nền cát nhiều bùn ở độ sâu khoảng 8–10 m.

## Mô tả
Chiều dài lớn nhất được ghi nhận ở P. limosus là 4,6 cm. Cơ thể của P. limosus có màu xám nhạt. Ngọn của các tia gai vây lưng có màu đen. Cá con có đốm đen lớn ngay sau vây lưng.
Số gai ở vây lưng: 13; Số tia vây ở vây lưng: 15; Số gai ở vây hậu môn: 2; Số tia vây ở vây hậu môn: 15–16; Số gai ở vây bụng: 1; Số tia vây ở vây bụng: 5; Số tia vây ở vây ngực: 18.

## Sinh thái học
Thức ăn của P. limosus bao gồm tảo và các loài động vật phù du. Cá đực có tập tính bảo vệ và chăm sóc trứng.